# De första migrationerna till det som nu är Sverige
De första migrationerna till det som nu är Sverige kom i flera olika omgångar fram till vikingatiden. Avsnittet svenskar#Befolkningens ursprung beskriver hur svenskarnas ursprung har studerats med genetik, lingvistik och arkeologi. Denna artikel ger ytterligare detaljer om genetiska studier av svenskar och vad det säger bland annat om befolkningens ursprung.

## Genetisk forskningssammanfattning
Genetisk forskning har resulterat i ny kunskap om migrationsströmmar från olika väderstreck till det område som idag är Sverige, och om hur dessa har gett upphov till en genetisk blandning bland dagens svenskar. Under förhistorisk tid nåddes den europeiska kontinenten av tre stora invandringsvågor av människor från andra kontinenter, och som med tiden också kom att befolka det som skulle bli Sverige: (1) Jägare-samlare, (2) de första stenåldersbönderna från Anatolien, samt (3) indo-europeiska stäppherdar strax före bronsåldern. Därefter har inga stora migrationer skett till Europa från andra kontinenter fram till modern tid. Bland dagens svenskättlingar går 78 procent av männens faderslinjer (farfars farfars far osv) tillbaka till den indoeuropeiska invandringen kring bronsåldern. Mycket få faderslinjer finns kvar från tidigare invandringsvågor. Befolkningens moderslinjer är mer blandade från de tre invandringsvågorna.
Även om de tre migrationsvågorna är en förenkling, stämmer det inte fullständigt med nordöstra Europas historia. Dit har det även kommit ytterligare, mindre tillskott av människor österifrån i flera vågar. Detta fenomen kan delvis vara relaterat till spridning av uraliska språk. De olika folken i Norden har sedan beblandat sig med varandra. En rad inomeuropeiska folkvandringar och vattenburna migrationer har bidragit till den svenska befolkningens genpool och kultur fram till modern tid.

## Jägare-samlare
För nästan 50 000 år sedan, under paleolitikum (äldre stenålder), invandrade jägar-samlar-folk till den europeiska kontinenten. Gruppen kallas cromagnonmänniskan, uppkallad efter platsen för de först upptäckta arkeologiska spåren. Enligt ut ur Afrika-hypotesen hade de lämnat Afrika för omkring 65 000 år sedan. Små populationer fann tillflyktsorter i Sydeuropa under senaste istiden på Iberiska halvön och Sydfrankrike, kring Balkan och vid Svarta havet. Dessa återbefolkade kontinenten under mesolitikum (mellanstenåldern). De nådde södra Sverige för 13 000 år sedan, men kan också ha funnits i dagens Sverige före senaste istiden. De analyser som gjorts av kvarlevor tyder på att mörk hud och blåa ögon var vanliga.
En annan grupp jägare hade övervintrat istiden i isfria delar av dagens Ryssland. De nådde nordligaste Sverige för 10 000 år sedan öster- eller norrifrån, och befolkade Skandinavien under mesolitikum via Norges isfria kustland (som Komsakulturen) ned till Danmark. Denna andra grupp hade levt av älg- och renjakt i Ryssland, och hade med sig bättre verktyg. De övergick snabbt till säljakt och fiske. De hade inte lika blå ögon som den första gruppen. De hade lite ljusare hudfärg, vilket gjorde att de klarade det mörka klimatet bättre, ett anlag som tack vare evolutionen fick spridning i befolkningen när de båda grupperna smälte samman. Spår av båda grupperna finns i DNA hos dagens befolkning.
Vad gäller haplogrupper bland dagens svenskättlingar som har funnits i Sverige sedan denna tid återstår främst olika varianter av MtDNA-haplogruppen U. De nådde Sverige med den ryska migrationsvågen, och har ärvts via kvinnliga släktlinjer (via mormors mormors mormor och så vidare):
- MtDNA-haplogruppen U5 har ärvts av 12,1 procent[9] av svenskättlingarna. Varianten U5b1b1 återfinns i Norden i stort sett bara hos personer med samiska rötter, men förekommer även i Nordafrika (bland annat bland berber), i nordligaste Asien och i Sydeuropa, även om dessa grupper inte har något anmärkningsvärt släktskap med varandra.[10] Ett 10 000 år gammalt fynd har gjorts av varianten U5a2d – vilken förekommer än idag i befolkningen[11] – på tuggad björktjära i grottan Huseby Klev på Orust.[12] Ett 7 500 år gammalt arkeologiskt fynd av U5 har gjorts i grottan Stora Förvar på Stora Karlsö (Gotland), och 7 700 år gamla fynd i Motala (Östergötland).[13]
- MtDNA-haplogruppen U4 har ärvts av 3 procent av dagens befolkning.[9] Den har återfunnits i ett 8 900 år gammalt fynd från grottan Stora Förvar på Stora Karlsö (Gotland).[13]
- MtDNA-haplogruppen U2 har återfunnits i 7 700 år gamla fynd i Motala (Östergötland) och ett 5 000 år gammalt fynd i Ajvide (Gotland), men är ovanlig i dagens befolkning.[13]

Av kvinnliga släktlinjer som kom med invandringen söderifrån tros i stort sett endast följande haplogrupper återstå:
- MtDNA-haplogrupperna HV0 och V (som är svåra att särskilja vid billigare DNA-test) har ärvts av 5 procent[9] av svenskättlingarna. V7a1 är särskilt vanlig bland samer. Mest troligt är att grupperna har funnits i Europa redan under mesolitikum.[14] Ett 5 000 år gammalt fynd av varianten HV0a har gjorts bland jägare-samlare i Ajvide (Gotland).[13]

## De första bönderna
Med början för 10 000 år sedan invandrade jordbrukare som odlade säd och skötte tamboskap från Anatolien i nuvarande Turkiet och Syrien till Europa. De förde med sig neolitikum (bondestenåldern). De anlände först till södra Europa och nådde centrala Tyskland för cirka 7 500 år sedan, och Skandinavien som trattbägarkultur för 6 000 år sedan. Analyserade kvarlevor har varit ljushyade och ofta brunögda.  Forskningen visar dock att den neolitiska bondeinvandringen, har haft mindre demografisk betydelse bland nordbor än på kontinenten. De kunde leva nära jägarna, men först ett par tusen år efter de första böndernas ankomst verkar det som att jägar-samlar-gruppen beblandade sig med bönderna i dagens södra Sverige och upphörde att leva enbart på jakt och fiske.
År 2018 undersöktes en stengrav (gånggrift) med 79 individer, som snabbt hade begravts för 4 900 år sedan i Gökhem utanför Falköping av en mellanneolitisk bondekultur. Den visade sig innehålla bevis på pestbakterien Yersinia pestis hos två av individerna. Kring denna tid drabbades Europas tidiga bönder av den neolitiska nedgången(en), och i och med fyndet spekulerades det att pest kan ha varit en möjlig orsak. Pesten tros ha uppstått hos Trypilljakulturen som byggde Europas första städer vid Svarta Havet, men hade försvunnit strax före denna tidpunkt. Nedgången banade väg för inflyttning av en annan bondekultur i Europa, se nedan, så att en stor del av Europas befolkning byttes ut. Inga raka manslinjer sedan den mesolitiska jordbruksbefolkning har därmed återfunnits i dagens svenska befolkning, men enstaka manliga linjer från den tidens jägarkultur, och kvinnliga linjer från båda kulturerna.
Följande linjer spreds i Europa med den neolitiska bondekulturen från Anatolien, och nådde även det som skulle bli Sverige, men är mycket ovanliga idag, och det är oklart om de varianter som nådde Sverige då finns kvar i befolkningen sedan den tiden:
- MtDNA-haplogruppen K har ärvts på mödernet (via mormors mormors mormor) av 6,4 procent av dagens svenskar.[9] Varianten K1e har återfunnits i ett 5 000 år gammalt fynd från Gökhem (Västergötland), och K1a2a i ett 4 025 år gammalt arkeologiskt fynd från Viby i Skåne. Det senare fyndet matchar nu levande personer.[13]
- YDNA-haplogruppen G, som 1 procent[9] av manliga svenskättlingar har ärvt längs faderslinjen (via farfars farfars farfar).

Huvuddelen av de av följande kvinnliga linjer som finns kvar i dagens svenska befolkning hade mött bönder på den europeiska kontinenten, och övergått från jägar-samlarkultur till antingen mesolitisk bondekultur eller bronsålderskultur (se nedan), innan de följde med till dagens Sverige:[källa behövs]
- MtDNA-haplogruppen H har ärvts av 45,8 procent[9] av svenskättlingar.
  - Undergrupperna H1 och H3 har tillsammans ärvts av 31,5 procent av svenskarna.
  - H1c, H3, H10 och H11 antas ha varit jägare och samlare som vandrat från sydöstra till norra Europa samtidigt med U5, men släktlinjer från denna invandring matchar få nu levander personer.[20] Varianten H1c har återfunnits i ett 5 000 år gammalt arkeologiskt fynd från jägare-samlare i Ajvide, men matchar inte nu levander personer.[13]
  - H1a, H1b, H2, H2a, H2a1, H2a2a, H5, H5a, H5a1, H6, H13 och H13a1a1  antas ha varit jägare och samlare som tagit vägen över Centralasien.[20]
  - H1, H14, H1e, H4, H4a1a1, H4a1a3a och H7, antas ha invandrat söderifrån i samband med jordbrukets spridning.[20]

## Indo-europeiska stäppherdar

Jamnakulturens omfattande migration från stäppen i olika väderstreck, bland annat till Europa, kan ha förorsakat spridningen av de indoeuropeiska språken enligt Kurganhypotesen, och bidragit till att bronsåldern inleddes.

För cirka 4 800 år sedan inträffade en massiv migration av Jamnakulturens stäppherdar från nuvarande Ryssland och Ukraina, både till Europa och Sydasien. De hade stora fårhjordar, gjorde ullfiltar, byggde oxkärror med hjul och gjorde mjöd. Dessa associeras till snörkeramisk kultur och spridningen av indoeuropeiska språk. De var långa, och tros ha haft bruna ögon, mörkt hår, ljus hy, och tålde mjölk som vuxna. Gruppen dominerades av män som kom i strid med Europas tidigare bönder, och antalet män i den äldre bondekulturen decimerades avsevärt, men de fick barn med jägarnas och de tidigare böndernas döttrar. Migrationen gav upphov till stridsyxekulturen i södra Sverige-Norge, vilket var upptakten till bronsålderns dramatiska förändringar. De bosatte sig i inlandet.
Efter ytterligare 300 år, under bronsåldern, invandrade en annan grupp till kustnära platser i Nordeuropa och dagens Sverige från sydväst: den västeuropeiska så kallade klockbägarkulturen. Dessa bosatte sig nära den dåvarande kusten. De förde med sig kunskaper om båtbyggande, metallhantering och boskapsskötsel, och gener för rött hår. Metallkunskaper hade ursprungligen utvecklats kring Svarta havet, och hade vidareutvecklats i Västeuropa, där människor lärde sig att framställa brons ur tennfyndigheter på iberiska halvön och i Cornwall, England. Bärnstensfynden upphörde plötsligt i skandinaviska gravar för 3 500 år sedan, men dyker istället upp i Sydeuropa, och mängden importerat brons från dessa platser ökar istället explosionsartat i Skandinavien - som ett tecken på byteshandel.
Följande haplogrupper nådde dagens Sverige med dessa migrationer:
- YDNA-haplogruppen R1a, som 16 procent av manliga svenskättlingar har ärvt längs sin farslinje (via farfars farfar osv), i synnerhet män med rötter i inlandet. Den är vanlig hos indoeuropeiska folk både i Sydasien och Europa. Liksom R1b utvecklades den från R, som förekom bland Siberiska mammutjägare under istiden. R1a kan ha uppstått under mesolitikum i dagens Ryssland. Den tros ha spridits med snörkeramisk kultur och dess regionala variant stridsyxekulturen, och nått Sverige strax före bronsåldern. Ett 4 800 år gammalt fynd har gjorts i  Kyndelose på Själland i en variant som nästan alla nu levande R1a-svenskar har ärvt. Ett 4 500-årigt fynd har gjorts i Viby i Skåne.[8][13]
- YDNA-haplogruppen R1b, som 21,5 procent[24] av svenska män tillhör, i synnerhet med rötter längs svenska kuster. Den är mycket vanlig i Västeuropa. En allt vanligare hypotes om ursprungsplats är centraleuropa[8] och kan ha anlänt med Yamniakultur som tog omvägen via sydvästra Europa och ankom till Norden först under bronsåldern som havsresande handelsmän. R1b-folket tog till sig klockbägarkulturen när de mötte den i Centraleuropa under sin migration västerut. Haplogruppen spreds sedan havsvägen med klockbägarkulturen.[25] Ett 4 300 år gammalt fynd har gjorts i skånska Bedinge.[8]
- YDNA-haplogruppen I2, har ärvts av 5 procent[24] av manliga svenskättlingar. I2 uppstod under istiden, för 22 000 år sedan, i södra Europa. Flera 7 800 år gamla I2-fynd har gjorts hos jägarfolk i Motala i Sverige. 5 000 år gamla I2-fynd har gjorts i Falbygden, Öland och Gotland från en jägarkultur som fortfarande levde separerade från bönderna under bondestenåldern. De varianter av I2 om hittills har återfunnits hos dagens svenskar tros emellertid ha anlänt till landet från och med bronsåldern, och har spårats till dagens Polen (bland senneolitiska bönder),[26] Tyskland och Holland.[8]
- YDNA-haplogruppen I1 har ärvts av 37 procent[24] av manliga svenskättlingar. Ovan nämnda 7 500 år gamla arkeologiska fynd i Stora Förvar på Stora Karlsö (Gotland) tillhörde visserligen I1 på faderssidan[13] men denna linje har inte återfunnits i befolkningen idag. Tidiga arkeologiska fynd av I1 är från Skåne i Sverige vid sandstränder där bärnsten kunde hittas. Haplogruppen är idag vanligast i Norden, och har en topp i Västra Götaland med 52% av männen. Enligt en hypotes uppstod haplogruppen i tyska Halle-Saale, och spreds med bärnstenshandeln till främst Norden men även andra delar av Europa.[8] Enligt en annan hypotes uppstod den i Sydskandinavien, och spreds i områden i Europa dit vikingarna långt senare nådde.[27] Vanliga varianter av denna är:
  - I-L1301, som tillkom 200 år f.Kr., sannolikt i jordbruksbygderna i Vänern, hos en anfader till 5 procent av svenska män.[8]
  - Dess undergrupp I-L1302, som tillkom 200 e.Kr. längre uppåt landet, och vars ättlingar bredde ut sig längs Norrlandskusten.[8]
- MtDNA-haplogruppen J, som 7,7 procent av svenskättlingar tillhör, uppstod i västra Asien för 45 000 år sedan. Den har spridning i hela Europa, utom bland samer. Följande undergrupper förekommer bland dagens svenskättlingar och tros i huvudsak ha anlänt kring bronsåldern: J1c (som har återfunnits i snörkeramisk kultur, men även enstaka 5000 år gamla fynd från Gotland), J1d5 (som har återfunnits i trattbägarkulturen) och J2a1 (som tros ha funnits i Europa före bronsåldern men anslöt sig till manliga linjer ur R1a, I1 och I2).[9][28]
- YDNA-haplogrupp Q, som 2,5 procent av svenska män tillhör, är särskilt vanlig på västkusten. Även 90 procent av USA:s ursprungsbefolkning och många ur befolkningen i centrala Sibirien tillhör den. Man vet inte om haplogruppen har funnits i Sverige sedan mesolitikum (vilket den har gjort i Estland), eller om den följde med de invandrande stäppherdarna.[29]

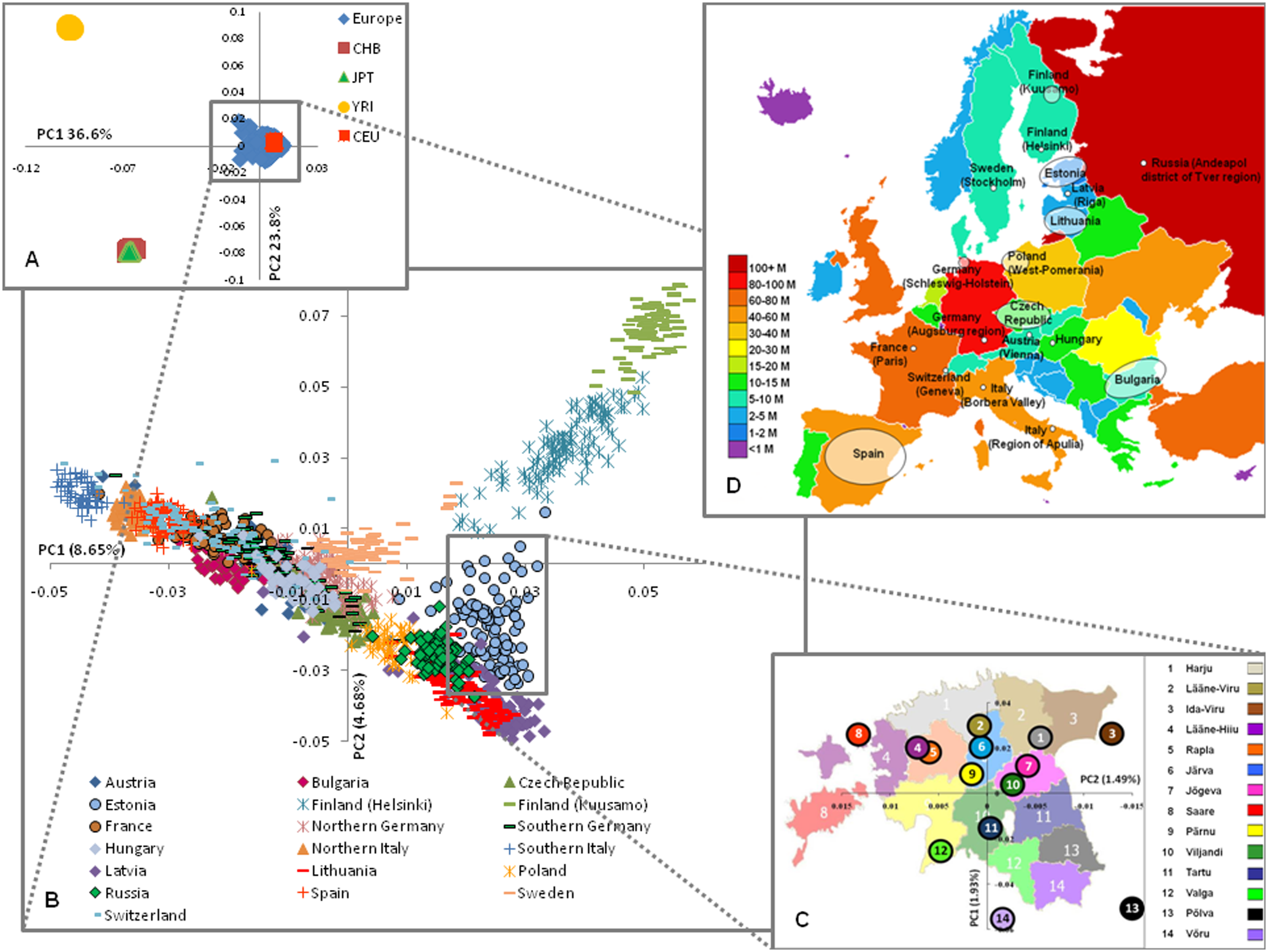
Ju kortare avståndet är mellan länder i PCA-diagrammet, desto större är sannolikt likheten mellan testpersonernas autosomala DNA i ländernas befolkning, och desto närmare är sannolikt testpersonernas släktskap. I detta fall har det autosomala DNA:t först reducerats till två dimensioner.

## Finsk-ugrisk invandring
Under och strax innan järnåldern skedde flera inomeuropeiska folkvandringar, och mindre migrationer från Asien. Svenskarna har bland annat berörts av:
- YDNA-haplogruppen N som 7,5 procent[24] av män med svensk härkomst tillhör, och som har spridning i norra Eurasien. Varianten N1c är särskilt vanlig i Finland och bland samer, och tros ha kommit in i Fennoskandinavien österifrån för 1 500 år sedan, som ett av flera tillskott under historiens gång till den jägar-samlarkultur som fanns kvar i norra Fennoskandinavien, och som hade börjat utveckla den samiska seminomadiska kulturen strax före denna tid. N1c-folket förde med sig ananjinokulturens metallbruk, resulterande vad som tros vara samernas metallframställning med asbestkeramik i bland annat norra Norrland.[5] På 500-talet anslöt sig även människor från kusttrakterna i Finland och från Mellansverige, främst tillhörande I1 och R1a, till den samiska gruppen. Samerna var mycket få vid denna tid och drabbades därför av en flaskhalseffekt, som resulterade i unikt autosomalt DNA och en avvikande frekvens av haplogrupper,[8] men samer handlade med och beblandade sig med tiden med bofast befolkning i norra Fennoskandinavien. Se samernas ursprung.

## Genetiska spår av de första migrationerna i dagens befolkning

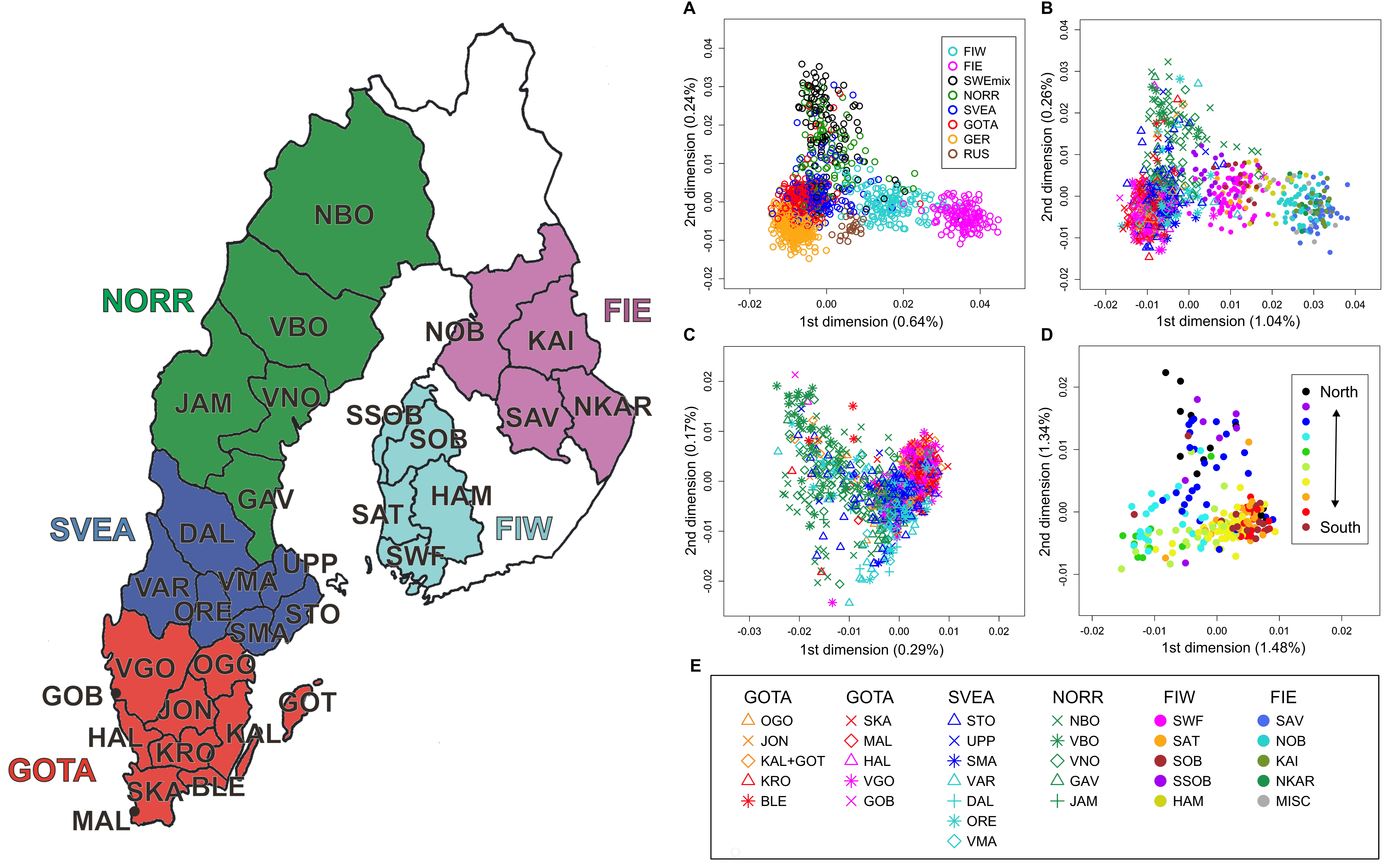
Vid principalkomponentanalys av DNA betyder kort avstånd stor genetisk likhet mellan testpersonerna. Figur A: Jämförelse mellan personer från tre svenska och två finska landsdelar, samt Tyskland (GER) och Ryssland (RUS). B: Sveriges och Finlands län. C: Sveriges län. D: Tio norrländska älvdalar.

Jämförelse av referensbefolkningar i olika länder vad gäller mitokondrier (MtDNA) såväl som Y-kromosomer (YDNA) visar nära genetiskt avstånd i genomsnitt mellan personer med härkomst i Skandinavien och centraleuropéer, särskilt från Tyskland, Kroatien och Tjeckien. Personer med rötter i södra Sverige är svåra att genetiskt urskilja från nordtyskar och britter. Befolkningen i Norrland varierar mer och avviker något från dessa befolkningar. Samer och finländare har tydligt avvikande haplogruppsfrekvenser från övriga europeiska befolkning. Personer från Västerbotten har något högre frekvens av haplogrupper som är vanliga bland samisk- och finsktalande.
Befolkningen har långa perioder varit liten och anförlusterna många i vissa glesbefolkade och isolerade delar av Sverige så att avlägsna landsändar skiljer sig åt genetiskt i relativt hög grad. Det finns ofta släktskap många vägar långt tillbaka i tiden mellan personer vars anfäder har funnits i många hundra år på samma orter. Autosomala DNA-tester kan därför ge intryck av betydligt närmare släktskap mellan boende i Sverige än vad som kan förväntas utifrån personernas närmaste släktskap enligt kyrkböckerna. Endast cirka 7% av svenskättlingar bär på genotypen för laktosintolerans.
Följande tabell visar hur frekventa (i procent) MtDNA-haplogrupper är bland nu levande testpersoner som har svenska som modersmål eller vars tidigast kända ana på moderslinjen föddes inom dagens Sverige, samt några jämförelsepopulationer.
| Härkomst\MtDNA-haplogrupp                    | L   | HV  | H    | (H1+H3) | (H5)  | HV0+V | J   | T1  | T2  | U2  | U3  | U4  | U5   | U   | K   | I   | W   | X   | Övriga | Antal testpersoner |
| -------------------------------------------- | --- | --- | ---- | ------- | ----- | ----- | --- | --- | --- | --- | --- | --- | ---- | --- | --- | --- | --- | --- | ------ | ------------------ |
| Hela Sverige modern tid                      | 0,6 | 0,5 | 45,8 | (31,5)  | (2,2) | 5     | 7,7 | 2,7 | 4   | 0,8 | 0,6 | 3   | 12,1 | 2,8 | 6,4 | 2,8 | 1,3 | 1,3 | 2,5    | 637                |
| Samisktalande idag (Sverige, Finland, Norge) | 0   | 0   | 3,8  |         | (0)   | 41,6  | 0   | 0   | 0,4 | 0   | 0   | 0   | 48   | 0   | 0   | 0   | 1,4 | 0   | 4,6    | 499                |
| Finland modern tid                           | 0   | 0   | 36,3 | (19)    | (2,3) | 7,3   | 5,9 | 2   | 2,4 | 0,6 | 0   | 1,1 | 20,7 | 0,8 | 4,5 | 4,2 | 9,6 | 1,3 | 3,3    | 971                |
| Vikingagravfynd (Norge, Danmark)             | 0   | 3   | 42   |         |       | 5     | 13  | 3   | 3   | 0   | 1,5 | 3   | 19,5 | -   | 8   | 5   | 0   | 1,5 | 0      | 62                 |

Följande tabell visar frekvensen av YDNA-haplogrupper för testade män med svenskt modersmål eller vars tidigast kända person på faderslinjen har härkomst i Sverige:
| Härkomst\YDNA-haplogrupp                     | I1 | I2*/I2a | I2b | R1a  | R1b  | G | J2  | J*/J1 | E1b1b | T | Q   | N    | Antal testpersoner |
| -------------------------------------------- | -- | ------- | --- | ---- | ---- | - | --- | ----- | ----- | - | --- | ---- | ------------------ |
| Hela Sverige modern tid                      | 37 | 1,5     | 3,5 | 16   | 21,5 | 1 | 2,5 | 0     | 3     | 0 | 2,5 | 7    | Över 1000          |
| Gotland modern tid                           | 50 | 0       | 5,5 | 14,5 | 17,5 | 0 | 0   | 0     | 1     | 2 | 4   | 7,5  | 100 till 250       |
| Samisktalande idag (Sverige, Finland, Norge) | 27 | 0       | 0   | 13   | 7    | 0 | 0,5 | 0     | 0,5   | 0 | 0   | 53   | 250 till 500       |
| Finland modern tid                           | 28 | 0       | 0,5 | 5    | 3,5  | 0 | 0   | 0     | 0,5   | 0 | 0   | 61,5 | Över 1000          |

Innefattas även nya svenskar (med utländsk bakgrund) blir frekvenserna högre främst för YDNA-grupperna E, G, J och T.